# Diegocanis
Diegocanis é um gênero de sinapsídeo da família Ecteniniidae do Triássico Superior da Argentina. Há uma única espécie descrita para o gênero Diegocanis elegans. Seus restos fósseis, um crânio parcial, foram encontrados na formação Ischigualasto datada do estágio Carniano ou Noriano, na província de San Juan.